# Ali Latifi
Ali Latifi (20 febbraio 1976) è un allenatore di calcio ed ex calciatore iraniano, di ruolo attaccante.